# Ämterhäufung
Das Wort Ämterhäufung oder Ämterkumulation (lat. cumulus „Ansammlung“ oder „Anhäufung“) ist ein publizistischer Begriff aus der Soziologie oder auch Politikwissenschaft und bezeichnet das gleichzeitige Wahrnehmen von verschiedenen öffentlichen Ämtern und Mandaten auf politischer und/oder wirtschaftlicher Ebene.

## Anwendung
Eine Person, welche Ämterkumulation, wörtlich übersetzt als „Anhäufung von Ämtern“, betreibt, hat zugleich eine einflussreiche Position in zwei unterschiedlichen Bereichen, die stark voneinander abhängen können, aber nicht müssen.
Die meisten Beispiele für eine solche Ausübung von Macht gibt es in den Bereichen Politik und Wirtschaft. Dies mag damit zusammenhängen, dass diese Bereiche von besonders großen Interesse für eine Gesellschaft sind und daher auch unter besonderer Beobachtung stehen. 
Ein Abgeordneter kann daher durchaus parallel eine machtvolle Position in der Wirtschaft, sei es als Vorstandsmitglied oder als Aufsichtsratsmitglied in einem meist größeren Unternehmen, innehaben. 
Diese treten aber meist erst auf der nationalen Ebene in Erscheinung.
Es gibt allerdings auch Beispiele für niedere Ämterkumulation mit minderer Machtstellung, welche aber hier nicht weiter erläutert werden sollen.

## Politik
In der Politik werden verschiedene Sachverhalte unter dem Stichwort der Ämterhäufung diskutiert. 
Zunächst folgt aus dem Prinzip der Gewaltenteilung vielfach die Unvereinbarkeit von Regierungsämtern und Parlamentsmandaten, die sogenannte Trennung von Amt und Mandat. In der Bundesrepublik Deutschland bestehen diesbezüglich keine Vorschriften, so dass Abgeordnete gleichzeitig Regierungsmitglieder sein können (Ausnahmen sind die Landesregierungen von Bremen und Hamburg). Auch die Wählbarkeit von hohen Beamten, Militärs oder Wahlbeamten (z. B. Bürgermeister) in die Parlamente ist in einigen Ländern untersagt (wenn auch nicht in Deutschland). Das Prinzip der Unabhängigkeit der Abgeordneten führt dazu, dass Abgeordnete in beliebiger Weise Nebentätigkeiten wahrnehmen können. Dies können einerseits ehrenamtliche Tätigkeiten in Vereinen und Verbänden sein. Es sind auch bezahlte Tätigkeiten (z. B. in Vorständen und Aufsichtsräten) erlaubt. Politiker, die aufgrund dieser Möglichkeiten mehrere Ämter auf sich vereinigen, setzen sich leicht dem Vorwurf Ämterhäufung aus. Die gleichzeitige Wahrnehmung von mehreren Abgeordnetenmandaten wird als Doppelmandat bezeichnet.
In der Praxis sind es insbesondere Aufsichtsrats- und vergleichbare Mandate in öffentlichen Unternehmen (z. B. Aufsichtsrat in Stadtwerken, Mitgliedschaft in Rundfunkräten oder Verwaltungsräten in Sparkassen), die von Politikern zeitgleich zu Amt oder Mandat wahrgenommen werden. Daneben sind vor allem Führungsämter in Interessenverbänden wie Gewerkschaften oder Arbeitgeberverbänden Anlass für den Vorwurf der Ämterhäufung.
Eine Ämterhäufung wird häufig aus folgenden Gründen kritisiert:
- es kann zu einem Mangel an demokratischer Kontrolle kommen,
- es kann zu Interessenkonflikten kommen,
- mehrfache Bezüge erwecken Neid.

Um diesem Vorwurf zu begegnen, sind Abgeordnete vielfach verpflichtet, Nebentätigkeiten zu veröffentlichen.

## Aufsichtsräte
Auch die gleichzeitige Wahrnehmung einer Vielzahl von Aufsichtsratsmandaten wird als Ämterhäufung kritisiert. Während früher zu Zeiten der „Deutschland AG“ bedingt durch wechselseitigen Beteiligungen Häufungen von Aufsichtsratsmandaten an der Tagesordnung waren, ist heute die Zahl der Mandate gemäß § 100 Abs. 2 AktG auf 10 begrenzt, um der Ämterhäufung zu begegnen.

## Geschichte
Im 16. Jahrhundert wurde im Konzil von Trient auch die Häufung geistlicher Ämter diskutiert. Es wurde als nicht erwünscht angesehen, Bischof mehrerer Bistümer zu sein. Neben Ausnahmen wie Franz Wilhelm von Wartenberg wurde diese Form der Ämterhäufung erst in der Zeit des Absolutismus legitimiert.